# Elliott Reid

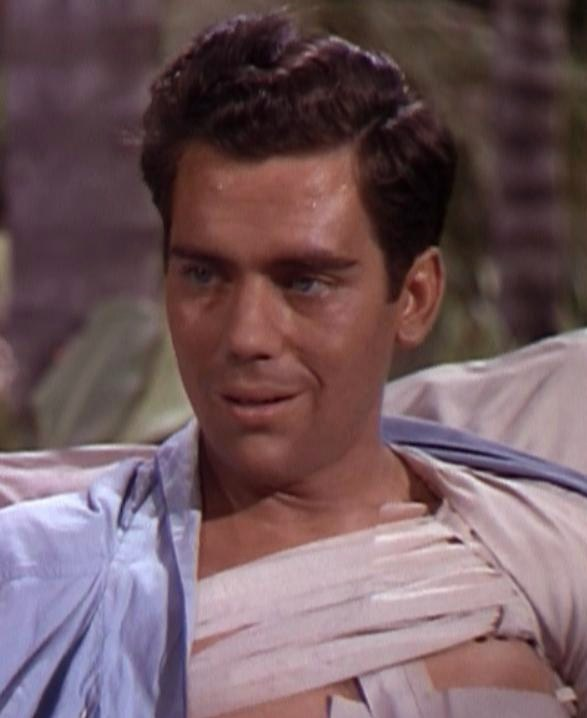
Elliott Reid

Edgeworth Blair Reid (n. 16 ianuarie 1920 - d. 21 iunie 2013) a fost un actor american de film.

## Filmografie selectivă
- The Ramparts We Watch (1940) - Ralph Gilchrist
- Young Ideas (1943) - Jeff Evans
- The Story of Dr. Wassell (1944) - William 'Andy' Anderson
- A Double Life (1947) - Actor in 'A Gentleman's Gentleman'
- Sierra (1950) - Duke Lafferty
- The Whip Hand (1951) — Matt Corbin
- Gentlemen Prefer Blondes (1953) — Ernie Malone
- Vicki (1953) — Steve Christopher
- Woman's World (1954) — Tony Andrews
- Inherit the Wind (1960) — Procuror Tom Davenport
- The Absent-Minded Professor (1961) — Prof. Shelby Ashton
- Son of Flubber  (1963) — Prof. Shelby Ashton
- The Thrill of It All (1963) — Mike Palmer
- It's a Mad, Mad, Mad, Mad World (1963) — Dr. Chadwick (voice, uncredited)
- The Wheeler Dealers (1963) — Leonard
- Move Over, Darling  (1963) — Dr. Herman Schlick
- Who's Been Sleeping in My Bed? (1963) — Tom Edwards
- Follow Me, Boys! (1966) — Ralph Hastings
- Blackbeard's Ghost (1968) — TV Commentator
- Some Kind of a Nut (1969) — Gardner Anderson
- Heaven Can Wait (1978) — Waiter (uncredited)
- Young Einstein (1988) — Asylum Guard